# Collegio di Leeds West and Pudsey
Leeds West and Pudsey è un collegio elettorale inglese della Camera dei comuni del Parlamento del Regno Unito, situato nel West Yorkshire, nella regione dello Yorkshire e Humber. Elegge un membro del Parlamento con il sistema maggioritario a turno unico. Rappresentante del collegio dal 2024 è Rachel Reeves del Partito Laburista; Reeves è l'attuale Cancelliere dello Scacchiere del governo Starmer.

## Estensione
Il collegio comprende i seguenti ward della Città di Leeds: Armley; Bramley and Stanningley; Calverley and Farsley e Pudsey.

## Membri del Parlamento
| Elezione | Elezione | Deputato      | Partito   |
| -------- | -------- | ------------- | --------- |
|          | 2024     | Rachel Reeves | Laburista |

## Risultati elettorali

### Elezioni negli anni 2020
| Partito                    | Partito                                      | Candidato                  | Risultati 4 luglio 2024 | Risultati 4 luglio 2024 |
| Partito                    | Partito                                      | Candidato                  | Voti                    | %                       |
| -------------------------- | -------------------------------------------- | -------------------------- | ----------------------- | ----------------------- |
|                            | Laburista                                    | Rachel Reeves              | 18 976                  | 49,30                   |
|                            | Conservatore                                 | Lee Farmer                 | 6 584                   | 17,10                   |
|                            | Reform UK                                    | Andrea Whitehead           | 6 281                   | 16,32                   |
|                            | Verdi                                        | Ann Forsaith               | 3 794                   | 9,86                    |
|                            | Lib Dem                                      | Dan Walker                 | 1 743                   | 4,53                    |
|                            | Workers                                      | Jamal El Kheir             | 633                     | 1,64                    |
|                            | Yorkshire                                    | Darren Longhorn            | 404                     | 1,05                    |
|                            | Social Democratico                           | Sasha Watson               | 79                      | 0,21                    |
|                            |                                              |                            |                         |                         |
| Iscritti                   | Iscritti                                     | Iscritti                   | 70 069                  | 100,00                  |
| ↳ Votanti (% su iscritti)  | ↳ Votanti (% su iscritti)                    | ↳ Votanti (% su iscritti)  | 38 494                  | 54,94                   |
| ↳ Astenuti (% su iscritti) | ↳ Astenuti (% su iscritti)                   | ↳ Astenuti (% su iscritti) | 31 575                  | 45,06                   |
|                            |                                              |                            |                         |                         |
|                            | Esito: collegio a Laburista (nuovo collegio) |                            |                         |                         |